# View from the Balcony
View from the Balcony – kompilacja nagrań koncertowych zespołu Marillion pochodzących z płyt z serii "Front Row Club" (rozsyłanych tylko do członków tegoż klubu). Wydana ponownie w roku 2005 (patrz: View from the Balcony (2005)).

## Lista utworów
1. Splintering Heart
2. A Collection
3. Dry Land
4. Uninvited Guest
5. This Town / 100 Nights
6. Waiting to Happen
7. A Legacy
8. Salinte Mhath
9. Holidays in Eden
10. Hooks in You
11. The Great Escape
12. Made Again
13. Garden Party